# Stewart Cink
Stewart Ernest Cink (nascido em 21 de maio de 1973) é um jogador norte-americano de golfe profissional que venceu o Aberto Britânico de 2009. Participa dos torneios do Circuito PGA desde 1995. Desde 2004 até 2008 ficou durante 40 semanas entre os dez primeiros do Official World Golf Ranking.